# Lynx (bojové vozidlo pěchoty)
Lynx je bojové vozidlo pěchoty od německého koncernu Rheinmetall. Podle výrobce se jedná o modulární rodinu vozidel určenou primárně pro zahraniční zákazníky. Lynx je nabízen ve dvou základních verzích označovaných zkratkou KF (Kettenfahrzeug, pásové vozidlo): KF31 o hmotnosti 38 tun pro 3+6 osob (osádka + výsadek) a KF41 vážící 44 tun a přepravující 3+8 vojáků. Kromě bojového vozidla pěchoty může být Lynx konfigurován jako vozidlo průzkumné, vyprošťovací, ženijní, zdravotnické, apod.

## Vývoj

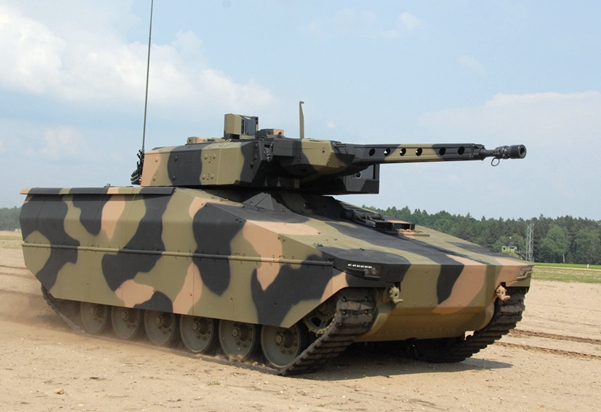
Menší varianta vozidla Lynx KF31

Lynx vyvinula společnost Rheinmetall jako levnější a jednodušší alternativu vozidel Puma, která pro německý Bundeswehr vyrábí ve spolupráci s firmou Krauss-Maffei Wegmann. Lynx KF31 byl poprvé veřejně představen v roce 2016 na zbrojním veletrhu Eurosatory v Paříži. Na výstavě Eurosatory 2018 byla odhalena prodloužená verze KF41 v konfiguraci bojového vozidla pěchoty a velitelsko-štábního vozidla.

## Konstrukce

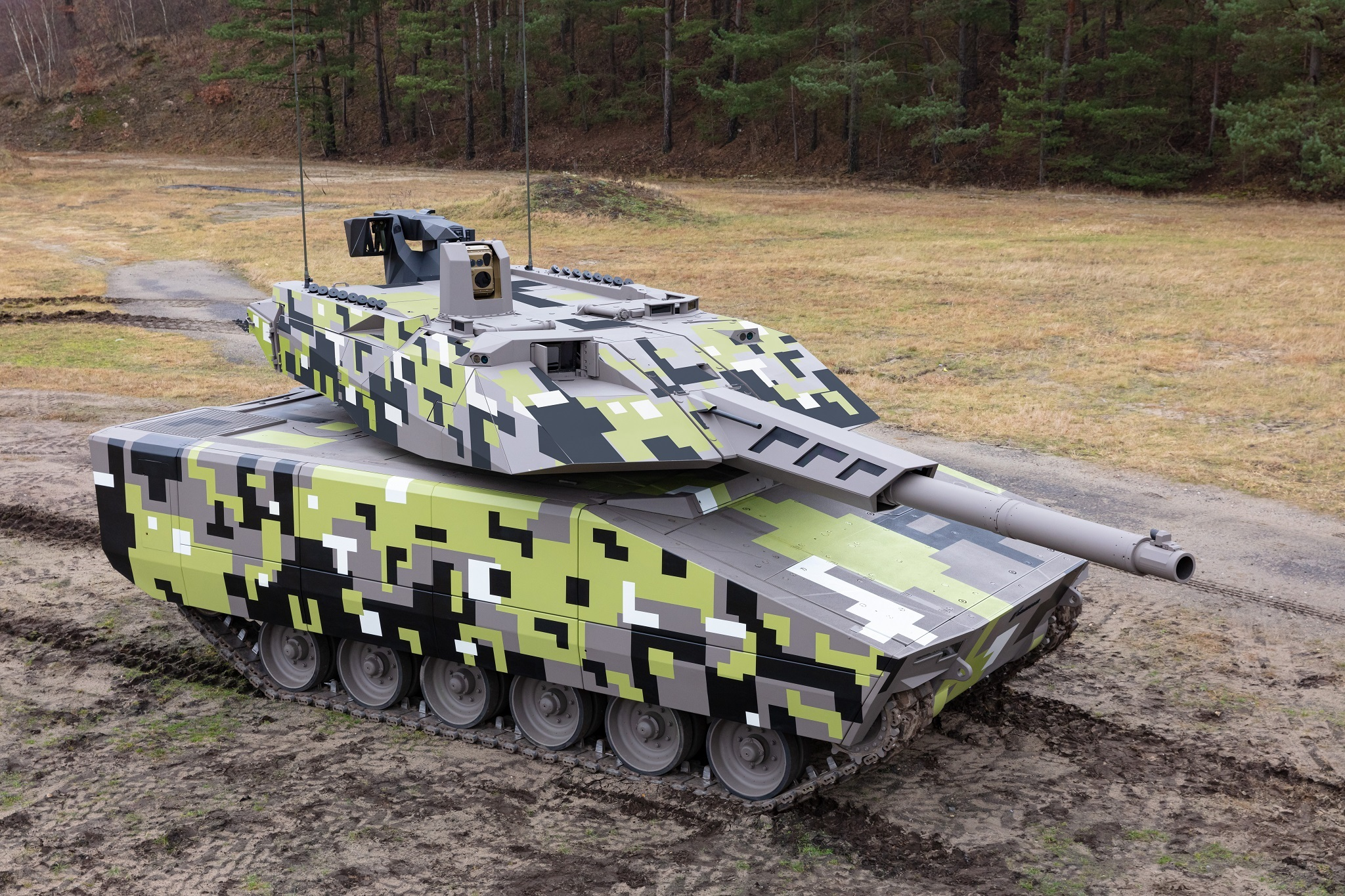
Vozidlo palebné podpory na bázi Lynx KF41 v yzbrojené 120mm kanónem

Lynx je modulární obrněné pásové vozidlo. Podvozek je tvořen šesti pojezdovými koly na každé straně s klasickými torzními tyčemi a kyvnými rameny s tlumiči kmitů od australské firmy Supashock. Lynx může být osazen segmentovými gumovými pásy o nízké hmotnosti s vyměnitelnými protektory nebo lehčenými ocelovými pásy. V pravé přední části korby se nachází vznětový motor Liebherr (výkon dle verze), nalevo od něj sedí řidič, za nímž je prostor velitele a střelce. Jejich stanoviště se nachází volitelně v korbě nebo věži, protože Lynx může být vybaven jak bezosádkovou (dálkově ovládanou), tak osádkovou věží.
Ve věži Lance 2.0 je lafetován plně stabilizovaný externě poháněný automatický kanón Wotan ráže 35 mm, alternativně 30mm kanón MK30-2/ABM. Náměr hlavní zbraně se pohybuje v rozmezí −10° až +45°. Napravo od kanónu je spřažený (koaxiální) 7,62mm kulomet Rheinmetall RMG 7.62. Na strop věže lze umístit dálkově ovládanou zbraňovou stanici MSSA (Main Sensor-Slaved Armament; stanice je připojena k zaměřovacímu přístroji střelce-operátora a velitele) s 12,7mm kulometem M2HB. Na bocích věže se mohou nacházet moduly s protitankovými řízenými střelami Spike (Spike-LR/LR2), protiletadlovými řízenými střelami nebo bezpilotními letouny.
Přístrojové vybavení zahrnuje stabilizovaný elektro-optický systém SEOSS (Stabilized Electro-optical Sighting System), kamery denního a nočního vidění v rozsahu 360°, automatickou detekci a sledování cílů, laserový výstražný systém nebo akustický lokátor střelby Rheinmetall ASLS. Velitel a střelec mohou působit v režimu „hunter-killer“ (velitel předává střelci cíl ke zničení) či „killer-killer“ (členové osádky ničí cíl nezávisle na sobě). Balistická ochrana vozidla je rovněž modulární (maximálně na úrovni 6 dle STANAG 4569), samozřejmostí je sdružená ochrana proti minám a improvizovaným výbušným zařízením, ochrana proti zbraním hromadného ničení v kombinaci s jednotkou AC a volitelně lze nainstalovat též systém aktivní ochrany.

## Verze

### KF31
Kratší a lehčí verze o hmotnosti 38 tun přepraví tříčlennou osádku (ve složení řidič, střelec, velitel) a 6 členů výsadku neboli roje. KF31 disponuje motorem o výkonu 563 kW, s nímž dosahuje rychlosti kolem 65 km/h.

### KF41
Prodloužená verze o hmotnosti 44 tun (s možností růstu až na 50 tun) může kromě tříčlenné osádky pojmout dalších 8 vojáků. Výkon pohonné jednotky dosahuje 850 kW a maximální rychlost vozidla činí přes 70 km/h.

### Varianty

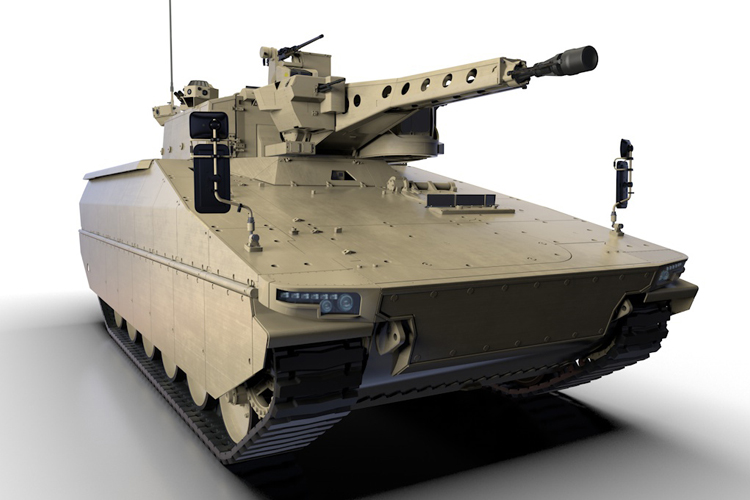
Bojové vozidlo pěchoty
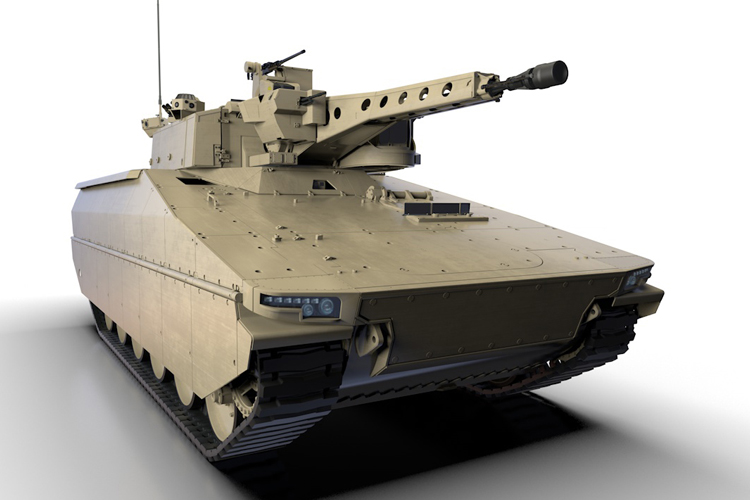
Velitelské vozidlo
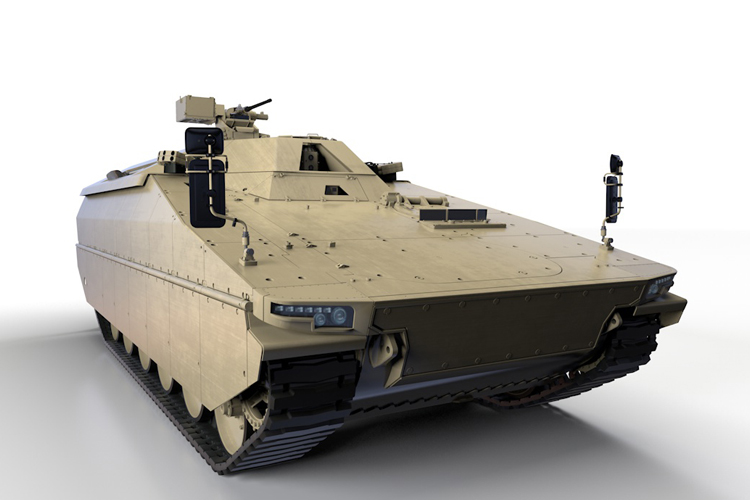
Obrněný transportér
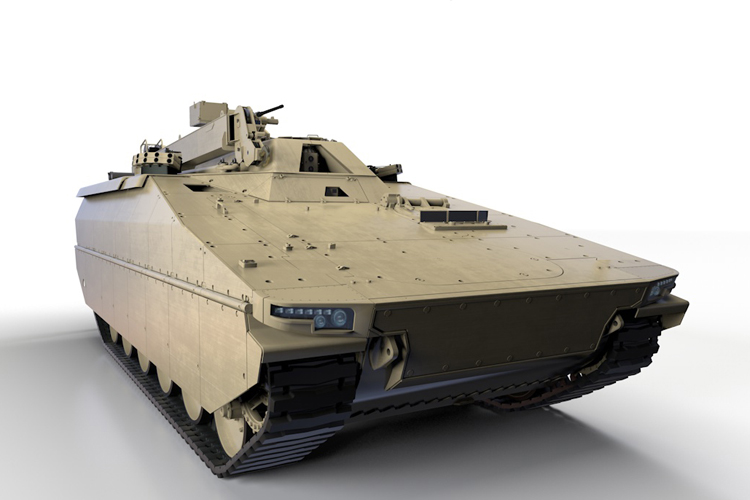
Opravárenské vozidlo
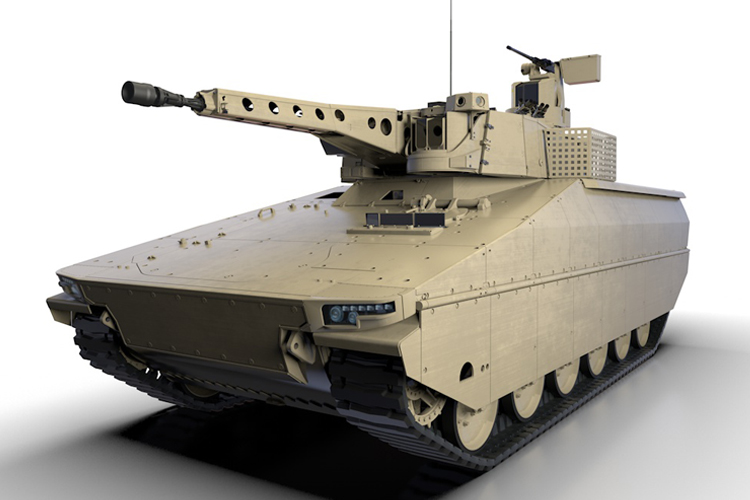
Průzkumné vozidlo
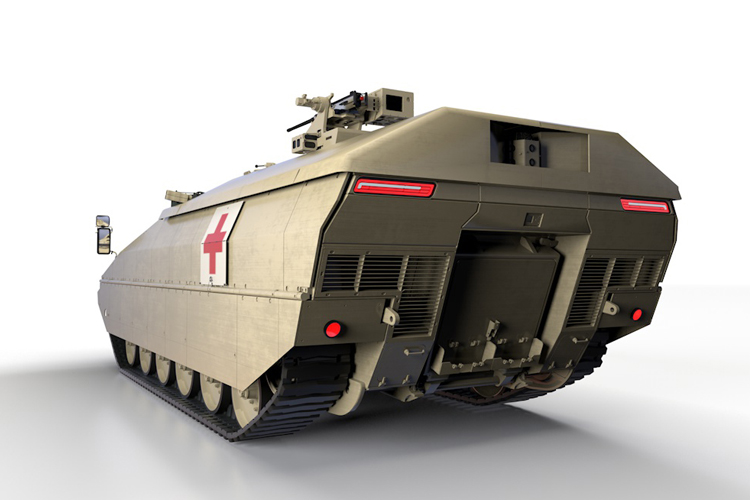
Zdravotnické vozidlo

## Uživatelé
- Maďarsko – Roku 2020 země objednala 218 vozidel KF41 v ceně dvě miliardy euro. Vozidla budou ve verzích bojové vozidlo pěchoty, mobilní velitelské stanoviště, průzkumné vozidlo, vozidlo návodčího palby, samohybný minomet a vozidlo pro evakuaci zraněných. Devět vozidel bude sloužit k výcviku řidičů. Prvních 46 vozidel bude vyrobeno v Německu, přičemž ostatní vyrobí německo-maďarský podnik Rheinmetall Hungary v závodě v Zalaegerszegu (součást průmyslového komplexu ZALAZone). První vozidlo Maďarsko převzalo v říjnu 2022. Všechny mají být dodány do roku 2029.[6]

## Potenciální uživatelé
- Austrálie – jeden z kandidátů na náhradu transportérů M113
- Česko – zvažován spolu s ASCOD a CV90 jako náhrada za BVP-2
- Itálie – Italská armáda má zájem až o 1050 vozidel Lynx KF41 v šestnácti variantách, které by byly pořízeny v rámci programu Army Armored Combat System (A2CS), jehož cílem je vybudovat novou obrněnou brigádu. Vozidla by nahradila BVP Dardo. Vývoj prototypů je předpokládán v letech 2026–2029. Uzavření smlouvy bylo očekáváno na rok 2025.[7]
- Katar – v prosinci 2018 se jeden kus objevil na tamní vojenské přehlídce[8]
- Řecko – v rámci probíhající modernizaci řeckých obrněných svazků nabízí německý výrobce zbraní Rheinmetall mj. i vozidla Lynx[9]
- Ukrajina – Společnost Rheinmetall a Ukrajina roku 2024 podepsali dohodu o spolupráci. Ukrajinská armáda na konci roku 2024 získala vozidlo Lynx KF41 pro ověřovací a seznamovací zkoušky. Poté byla očekávána objednávka sériových vozidel.[10] Rheinmetall plánuje, že ukrajinské armádě, bránící se ruské invazi, dodá až stovky vozidel. Roku 2023 byly zveřejněny plány na výstavbu výrobního podniku na Ukrajině.[11]